# Conn Smythe
Pour les articles homonymes, voir Smythe.
Constantine Falkland Cary Smythe (né le 1er février 1895 à Toronto en Ontario au Canada - mort le 18 novembre 1980 à Caledon en Ontario) était une personnalité importante dans le monde du hockey sur glace. D'origine canadienne, il fut un des plus compétitifs et une des personnes les plus emblématiques de l'histoire de la Ligue nationale de hockey. Il a le mérite d’avoir bâti deux organisations de la LNH. D’abord les Rangers de New York à titre de directeur-général et ensuite les St. Pats de Toronto, qu’il rebaptisera Maple Leafs, comme directeur-général et propriétaire.

## Son histoire

### Ses études et débuts dans le monde du hockey
Il a fait ses études à l'université de Toronto dont il a un diplôme de science en 1920 (Bachelor of Science). Ses études ont été interrompues par la Première Guerre mondiale.
Il a joué au centre au sein de l'équipe amateur de la ville: Varsity Blues. Au cours de l'année 1915 l'équipe est sacrée championne de l'Ontario.
Un peu plus tard, en 1927, avec l'équipe de hockey de l'université de Toronto, il gagne la Coupe Allan, coupe remise au champion amateur national du Canada puis il forme l'équipe Varsity Grads qui participe aux Jeux olympiques à St. Moritz en 1928. L'équipe composée principalement de joueurs universitaires de Toronto, ne prend pas un seul but dans la compétition (en 3 matchs), en inscrit 38 et finit logiquement avec la médaille d'or devant la Suède.

### Les Rangers de New York
Smythe entre dans le monde de la Ligue nationale de hockey avec les Rangers de New York. Tex Rickard fondateur de la franchise fait venir Smythe afin de composer une deuxième équipe dans la ville de New York (la première étant les Americans de New York). Smythe signe un certain nombre de joueurs qui participeront à la conquête de la première Coupe Stanley de l'histoire de la franchise en 1928: Bill Cook, Frank Boucher, Ching Johnson, et Taffy Abel. 
Cependant, Smythe, ne s'entendant plus avec son président, ne fait plus partie de l'organisation de l'équipe et le 14 février 1927 il rachète les Toronto St. Pats et les renomme les Maple Leafs de Toronto.

### Les Maple Leafs de Toronto
Au cours de la saison 1931-1932 de la LNH, il s'associe avec J. P. Bickell afin de construire une patinoire pour son équipe: le Maple Leaf Gardens. Plus tard au cours de la même saison, la franchise remporte la première de ses futures onze Coupes Stanley
Passionné de courses de chevaux et grâce à ces gains, il fait venir la vedette des Sénateurs d'Ottawa: King Clancy.
Au début de la Seconde Guerre mondiale, Smythe sert dans l'armée du Canada et sera même blessé au cours de la bataille de Normandie.
Smythe était le propriétaire majoritaire des Maple Leafs pendant 34 saisons qui englobent une des plus belles dynastie de la LNH avec Toronto gagnant 5 Coupes Stanley entre 1945 et 1951.
Avec l'âge, Smythe préfère prendre du recul dans la gestion des Maple Leafs et laisse de plus en plus son fils, Stafford, prendre les décisions à sa place.
En 1961, il revend ses parts qu'il possédait dans la franchise à John Bassett (journaliste) et à l'ancien entraîneur Harold Ballard des Toronto Marlboros. La même année, il supervise la construction du Temple de la renommée du hockey à Toronto.
Il continue malgré tout son histoire avec la ligue en devenant membre du comité de sélection pour le Temple de la renommée du hockey mais se retire de ce comité quand en 1971, contre son avis, Harvey Jackson (surnommé le boucher) est admis au Temple.

### Héritage

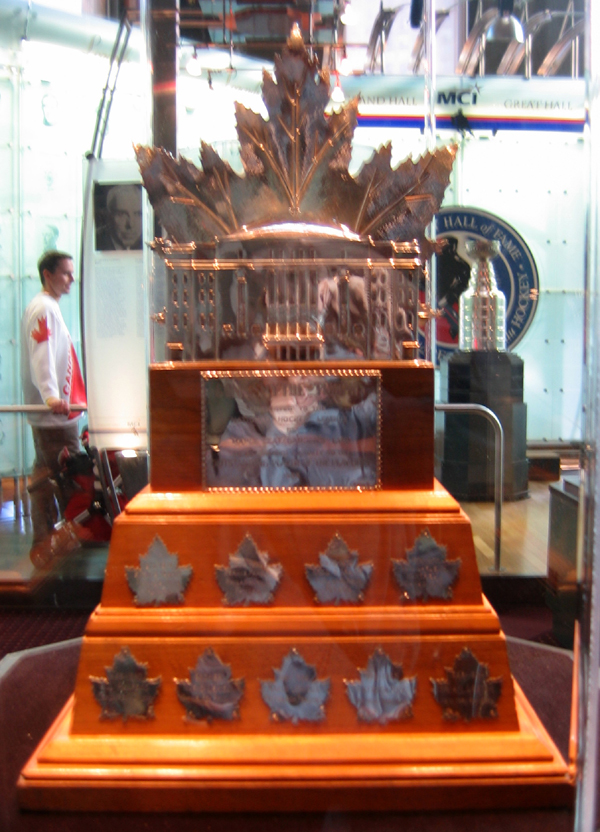
Trophée Conn-Smythe à l'effigie du Maple Leaf Gardens.

La Ligue nationale de hockey a rendu un hommage à Smythe et à son inépuisable dévouement pour le hockey en créant en 1966 le trophée Conn-Smythe (Conn Smythe Trophy) récompensant le meilleur joueur des séries éliminatoires.
Après sa mort le 18 novembre 1980, à l'âge de 85 ans, le trophée change de nom et devient le Trophée commémoratif Conn Smythe (Conn Smythe Memorial Trophy) .
La ligue a également nommé l'une de ses quatre divisions, la division Smythe (ou : section Smythe), à partir de la saison 1974–75. La section a existé jusqu'à l'expansion et le réalignement de la ligue après la saison 1992-93.
Il a été admis au temple de la renommée en 1958.
Conn Smythe a été intronisé au Temple de la renommée des sports de l'Ontario en 1998.